# Tramvajski prijevoz u Sarajevu
Tramvajski prijevoz u Sarajevu, glavnom gradu Bosne i Hercegovine, osnovan je 1885. godine. Vlasnik tramvaja je GRAS Sarajevo, koje organizira sav drugi javni prijevoz u Sarajevu.

## Povijest
Tramvaj u Sarajevu pušten je u promet na Novu godinu 1885. Kao pogon koristila se konjska vuča i širina tračnica je bila 760 mm (Bosanska tračnica). Od 3. svibnja 1895. godine je pokrenut prvi električni tramvaj na ulicama Sarajeva.
Godine 1958. grad Sarajevo je nabavio oko 50 PCC tramvajski vozila iz Washingtona i još 21 tramvajskih vozila je nabavljeno 1962. godine. Ta vozila su bila izgrađena u periodu 1941. – 1944. od tvrtke St. Louis. 
Godine 1960. postavljene su šire tračnice veličine od 1,435 mm (Standardna tračnica).
Tijekom opsade Sarajeva (1992. – 1996.), tramvajska vozila bila su jako oštećena. Sustav je prestao raditi 15. travnja 1992., 9 dana nakon početka rata u BIH. Ponovo je pokrenut 15. travnja 1994. iako je bila moguća opasnost ratnog stanja. Prije rata je planirana izgradnja rute Nedžarići - Dobrinja kojom bi se proširila mreža.

## Osnovne informacije i vozila
Sarajevo ima jednu tramvajsku liniju u dužini od 10,7 km. Tramvaji povezuju središnji dio grada Baščaršiju s Ilidžom (Ruta 3) (jedno od predgrađa Sarajeva). Vozila su uglavnom češke marke Tatra K2 iz 1970-ih i 1980-ih, a uvedeno je i nekoliko novijih kompozicija. Od 2008. grad Amsterdam poklonio je 16 starih tramvajskih vozila u Sarajevo, dok od 2015. grad Konya iz Turske poklonio svoja tramvajska vozila.

## Sustav
Trenutno radi 6 linija u tramvajskom sustavu:
- Ruta 1: Željeznička stanica – Baščaršija
- Ruta 2: Čengić Vila – Baščaršija
- Ruta 3: Ilidža – Baščaršija
- Ruta 4: Ilidža – Željeznička stanica
- Ruta 5: Nedžarići – Baščaršija
- Ruta 6: Ilidža – Skenderija
- Ruta 7: Nedžarići – Skenderija (trenutno van rada)

## Galerija
- Staro električno tramvajsko vozilo u Sarajevu (1901.)
- Satra III
- Staro tramvajsko vozilo iz Amsterdama
- Satra II

## Vanjske poveznice
- JKG Gras Sarajevo  Arhivirana inačica izvorne stranice od 3. ožujka 2021. (Wayback Machine)